# Луцій Мініцій Руф
Лу́цій Міні́цій Руф (лат. Lucius Minicius Rufus; I століття) — політичний державний і військовий діяч ранньої Римської імперії, ординарний консул 88 року.

## Біографія
Походив з плебейського роду Мініціїв, представники якого з'явилися в Римі з Брешії і регіонів сучасної Барселони за часів римського імператора Клавдія.
Луцій Мініцій Руф був проконсулом римської провінції Віфінія і Понт, коли імператор Доміціан зійшов на престол у 81 році. Можливо, Луцій Мініцій Руф був призначений на цю посаду при Веспасіані. Між 83 і 88 роком Луцій Мініцій Руф перебував на посаді легата—пропретора Лугдунскої Галлії. У 88 році він обіймав посаду ординарного консула разом з імператором Доміціаном, якого було обрано в 12-й раз. Близько 95 року Луцій Мініцій Руф увійшов до складу колегії понтифіків.
З того часу про його подальшу долю згадок немає.
Ймовірно Авл Мініцій Руф, проконсул Криту та Киренаїки до 71 року, був його родичем.